# Vilhelm Gylche
Vilhelm Gylche (Vilhelm Emanuel Jakob Gylche; * 6. Januar 1888 in Kopenhagen; † 18. Dezember 1952 in Gentofte) war ein dänischer Geher.
Bei den Olympischen Spielen 1912 in Stockholm erreichte er im Finale über 10.000 Meter Gehen nicht das Ziel.